# 城堡谷 (犹他州)
城堡谷（英文：Castle Valley），是美国犹他州格兰德县下属的一座城市。建市于 1974年，面积大约为8.04平方英里（20.8平方公里），海拔约为4,685英尺（1,428米）。根据2010年美国人口普查，该市有人口319人。